# Jessie Finnie
Jessie Finnie, född 1821, död okänt år, var en nyzeeländsk prostituerad och bordellägare.
Jessie Finnie var född i Skottland. Hon emigrerade till Nya Zeeland 1849 med sin make John Finnie och sina barn Marianne, Jessie, Jane och Edward. När maken lämnade familjen 1853 tvingades hon försörja sig och barnen själv. Ett av få tillgängliga accepterade yrken för en kvinna av hennes samhällsklass vid denna tid var som tjänsteflicka, något som inte gick att försörja fyra barn på, och hon blev därför prostituerad.
Finnie blev snart en välkänd prostituerad och avtjänade 1857 fängelsestraff för att ha drivit en bordell i Auckland. Familjen Finnie bodde vid denna tid i området vid Chancery Street, som låg i närheten av stadens hotell men också polismyndigheterna, där de flesta prostituerade i Auckland bodde tillsammans, och det tycks som om även Finnies två yngsta döttrar tidigt arbetade som prostituerade. William Lamb tycks ha agerat som familjens hallick. Jessie Finnie var vid denna tid en välkänd profil i stadens undre värld och arresterades vid upprepade tillfällen för bordellverksamhet och att ha varit berusad offentligt. Under 1860-talet hade Auckland många soldater på grund av kriget med maorierna, och dessa gick ofta till prostituerade. Detta gjorde att allmänheten krävde hårdare tag mot prostitution och att polisen blev mer benägen att arrestera prostituerade även för småbrott. 
Jessie Finnies tredje dotter och namne Jessie Finnie gifte sig 1862 med sergeant Zephaniah Wild, medan hennes andra dotter Jeanie, Jenny eller Jane Finney avled i fängelse 1866 efter att ha arresterats för att ha drivit bordell. Jessie Finnie själv uppges ha emigrerat till Australien.